# Actua Ice Hockey 2
Actua Ice Hockey 2 est un jeu vidéo de hockey sur glace, développé et édité par Gremlin Interactive, sorti 1999 sur PlayStation et Windows.
Il fait partie de la série Actua Sports.

## Accueil
- PC Jeux : 70 %[1]